# Războiul liniștit
Războiul liniștit (în engleză The Quiet War) este un roman științifico-fantastic din 2008 scris de Paul McAuley. A fost publicat inițial de Gollancz la 16 octombrie 2008. Romanul a fost nominalizat la premiul Arthur C. Clarke în 2009.

## Rezumat
Războiul liniștit este o operă spațială care are loc în secolul al XXIII-lea. O parte din populația Pământului a fugit de pe planetă din cauza războiului și a schimbărilor climatice catastrofale. În urma dezastrelor climatice și a pierderilor masive de vieți omenești, umanitatea s-a consolidat în trei superputeri care controlează planeta. 
Populația care a fugit de pe planetă a colonizat inițial Luna și Marte, dar aceste colonii au fost distruse de forțele ostile de pe Pământ. Pionierii sau „Exteriorii“, așa cum au ajuns să fie cunoscuți, în cele din urmă s-au stabilit pe sateliți lui Jupiter: Callisto, Europa și Ganymede și pe ai lui Saturn: Dione, Enceladus și Mimas. Ei au supraviețuit folosind inginerie genetică extrem de avansată și determinarea lor pură pentru o viață liberă. Ei au format o formă slabă de democrație care, de-a lungul secolelor, a fost dominată de oameni de lungă durată care își amintesc încă evenimentele care i-au determinat să fugă de pe Pământ. 
Superputerile pământești s-au străduit să reconstruiască planeta. Cea mai puternică și agresivă superputere este Brazilia Mare, o națiune care controlează atât America de Sud, cât și rămășițele Americii de Nord. America de Nord a fost devastată de schimbările climatice, care au provocat distrugerea civilizației acolo, cu câteva orașe rămase populate. Brazilia Mare a preluat acest continent deșertic și a forțat populația să trăiască prin politica lor „verde” prin care populația trăiește în orașe în timp ce terenul deschis este restabilit într-o stare naturală curată. 
Brazilia Mare este un stat corupt condus de o mână de familii puternice; este antidemocratic și cultural conservator. Este semi- feudal; oamenii care nu sunt legați de familiile conducătoare prin sânge sau căsătorie sunt în esență ca iobagii medievali. Brazilia Mare este amenințată de însăși existența coloniilor externe democratice și dinamice din punct de vedere tehnologic, în același timp avidă după beneficiile tehnologiei externe. Ingineria genetică este un subiect deosebit de sensibil pentru Brazilia Mare, care interpretează „tăierea” extinsă, așa cum o numesc ei, ca fiind împotriva filozofiilor lor politice și religioase verzi. Din toate aceste motive, Brazilia Mare dorește să supună pe cei din exterior și să-i aducă sub controlul său. 
Romanul urmărește viețile unui mic set de indivizi, toți din Marea Brazilia, care sunt prinși în evenimentele puse în mișcare de proiectele Marii Brazilii privind coloniile exterioare. Aceste personaje centrale includ un „vrăjitor genetic” arogant, dar strălucitor; un pilot de vânătoare spațial căruia vrăjitorul genetic îi conferă puteri extraordinare; un asasin clonat conceput de vrăjitor pentru a se infiltra printre cei din exterior; un biolog al solului care este recrutat pentru un proiect comun de bunăvoință Pământ-Exterior; și o nevăstuică fără principii, ambițioasă, a unui om care face treaba murdară a superiorilor săi. 
Evenimentele romanului au fost urmate în 2009 în Grădinile Soarelui de McAuley.